# Fria församlingar
Fria församlingar är religiösa samfund, som skilt sig från stats- eller folkkyrkorna och konstituerat sig självständigt. 
Historiskt knyter sig beteckningen vanligen till de Freie Gemeinden, vilka i Tyskland på 1840-talet bildades under rationalismens kamp mot å ena sidan den protestantiska pietistiska ortodoxin, å den andra den romersk-katolska ultramontanismen. År 1840 hade predikanten Wilhelm Franz Sintenis i Magdeburg gentemot pietismen förklarat tillbedjan av Kristus som vantro. Då det lutherska konsistoriet inskred mot honom, organiserade två grannpräster, Leberecht Uhlich och Karl Bernhard König, till skydd för den rationalistiska uppfattningen, en förening, Ljusvännerna (tyska Lichtfreunde), som snart räknade tusentals medlemmar. Den höll årliga offentliga möten; på ett av dessa, 1844, klargjorde Gustav Adolf Wislicenus i ett föredrag, "om skriften eller anden skulle vara trons norm", att ljusvännerna ställde sig utanför kyrkans och bibelns mark. Föredraget väckte oerhört uppseende, och snart började ljusvännerna förföljas. De sökte då anknytning till tysk-katolikerna. År 1844 hade biskop Wilhelm Arnoldi i Trier utställt Kristi undergörande kjortel för tillbedjan. Däremot uppträdde med en ljungande protest den suspenderade prästen Johannes Ronge. Samtidigt bildade en annan romersk-katolsk präst, Johannes Czerski, en friförsamling med egen bekännelse, vilken förnekade det romersk-katolska i kristendomen, utan att acceptera det protestantiska - alltså en huvudsakligen negativ, rationalistisk bekännelse. Rörelsen vann, tack vare Ronge, hastig utbredning över större delen av Tyskland, och en mängd tysk-katolska församlingar bildades (1845 redan 298 stycken). Ronge höll triumftåg genom Tyskland, varunder dock rörelsens religiösa nihilism alltmera blottades. Czerski och många lämnade rörelsen, församlingarna sprängdes genom inre strider eller blev med 1848 politiska revolutionsföreningar. Då räddade sig en rest genom att sluta sig till ljusvännerna. Den gemensamma rationalistiska grundåskådningen sammanförde de två betryckta rörelserna. De började nu bilda fria religiösa församlingar i Halle, Königsberg med flera platser. Sedan 1859 är de sammanslutna till ett "Förbund av fria religiösa församlingar" (Bund Freireligiöser Gemeinden Deutschlands).